# 昆明市官渡区第六中学
24°57′39″N 102°47′00″E / 24.96075°N 102.78345°E
昆明市官渡区第六中学是一所云南省一级三等普通高级中学，其前身昆明铁路第一中学始建于1965年。学校老校区坐落于昆明市经济技术开发区牛街庄鸣泉路49号，新校区在官渡区广福路的万科魅力之城。

## 历史
1965年昆明铁路第一中学建校，曾是铁道部“重点中学”、昆明铁路局“示范学校”。1997年晋升为“云南省一级完全中学”。1998年至2002年，昆明铁路局整合教育资源，先后将昆铁四中、昆铁六中、昆铁二中（含广通铁中）、宜良铁中、曲靖铁中合并到昆铁一中。2004年昆明铁路第一中学更名昆明市官渡区第六中学，学校领导权由铁路局划归地方政府。2015年位于鸣泉路的老校区停用，原址交予东站小学。

## 师资
官渡区第六中学6个年级共有36个教学班，专任教师143人，其中高级教师53人、一级教师66人。学校约有两千余名学生。

## 荣誉
官渡区第六中学在2005到2013年连续8年获“高考质量进步奖”，其他荣誉主要有“云南省文明学校”、“太阳能光伏应用与研究示范学校”、“云南省培养体育后备人才传统项目（田径试点）学校”等。

## 反邪教协会
2017年4月18日，云南省首个中学“反邪教协会”在官渡六中挂牌成立，成为昆明市“拒绝邪教进校园”示范点之一。目的在于进一步加强未成年人思想道德建设，净化校园乐土，彻底杜绝学校师生参与邪教组织。

## 资料来源
1. 1 2 3 4 5 6  . 昆明铁一中学网站. 昆明铁一中学.[永久]
2. ↑  . 昆明铁一中学网站. 昆明铁一中学.[永久]
3. ↑  . 昆明铁一中学网站. 昆明铁一中学. （原始内容存档于2017-05-21）.
4. ↑  . 昆明官渡区第六中学网站. 昆明官渡区第六中学. （原始内容存档于2017-05-16）.
5. ↑  . 昆明铁一中学网站. 昆明铁一中学.[永久]
6. ↑  . 云南省昆明市官渡教育局网站. 云南省昆明市官渡教育局. 2017年4月24日.[永久]